# العلاقات الكوستاريكية المولدوفية
العلاقات الكوستاريكية المولدوفية هي العلاقات الثنائية التي تجمع بين كوستاريكا ومولدوفا.

## مقارنة بين البلدين
هذه مقارنة عامة ومرجعية للدولتين:
| وجه المقارنة                                              | كوستاريكا                                 | مولدوفا                           |
| --------------------------------------------------------- | ----------------------------------------- | --------------------------------- |
| المساحة (كم2)                                             | 51.10 ألف                                 | 33.85 ألف                         |
| عدد السكان (نسمة)                                         | 4.91 مليون                                | 2.55 مليون                        |
| الكثافة السكانية (ن./كم²)                                 | 96.09                                     | 75.33                             |
| العاصمة                                                   | سان خوسيه                                 | كيشيناو                           |
| اللغة الرسمية                                             | اللغة الإسبانية                           | اللغة المولدوفية، اللغة الرومانية |
| العملة                                                    | كولون كوستاريكي                           | ليو مولدوفي                       |
| الناتج المحلي الإجمالي (بليون دولار)                      | 57.06 مليار                               | 8.13 مليار                        |
| الناتج المحلي الإجمالي (تعادل القوة الشرائية) بليون دولار | 74.98 مليار                               | 17.94 مليار                       |
| الناتج المحلي الإجمالي الاسمي للفرد دولار أمريكي          | 11.26 ألف                                 | 3.65 ألف                          |
| الناتج المحلي الإجمالي للفرد دولار أمريكي                 | 14.92 ألف                                 | 4.98 ألف                          |
| مؤشر التنمية البشرية                                      | 0.766                                     | 0.693                             |
| رمز المكالمات الدولي                                      | +506                                      | +373                              |
| رمز الإنترنت                                              | .cr، قائمة نطاقات المستوى الأعلى للإنترنت | .md                               |
| المنطقة الزمنية                                           | 00                                        | ت ع م+02:00، ت ع م+03:00          |

## منظمات دولية مشتركة
يشترك البلدان في عضوية مجموعة من المنظمات الدولية، منها:
| علم المنظمة | اسم المنظمة                               | تاريخ انضمام كوستاريكا | تاريخ انضمام مولدوفا |
| ----------- | ----------------------------------------- | ---------------------- | -------------------- |
|             | منظمة التجارة العالمية                    | ?                      | ?                    |
|             | الاتحاد الدولي للاتصالات                  | 13 سبتمبر 1932         | 20 أكتوبر 1992       |
|             | المركز الدولي لتسوية المنازعات الاستشارية | 27 مايو 1993           | 4 يونيو 2011         |
|             | مؤسسة التنمية الدولية                     | 30 يونيو 1961          | 14 يونيو 1994        |
|             | منظمة حظر الأسلحة الكيميائية              | ?                      | ?                    |
|             | يونسكو                                    | 19 مايو 1950           | 27 مايو 1992         |
|             | الأمم المتحدة                             | 2 نوفمبر 1945          | 2 مارس 1992          |
|             | وكالة ضمان الاستثمار متعدد الأطراف        | 8 فبراير 1994          | 9 يونيو 1993         |
|             | البنك الدولي للإنشاء والتعمير             | 8 يناير 1946           | 12 أغسطس 1992        |
|             | الاتحاد البريدي العالمي                   | ?                      | ?                    |
|             | مؤسسة التمويل الدولية                     | 20 يوليو 1956          | 10 مارس 1995         |
|             | منظمة الشرطة الجنائية الدولية             | ?                      | ?                    |
|             | الفريق المعني برصد الأرض                  | ?                      | ?                    |

## وصلات خارجية
- موقع وزارة الخارجية الكوستاريكية
- موقع وزارة الخارجية المولدوفية